# 2016 v loďstvech
Tento článek obsahuje významné události v oblasti loďstev v roce 2016.

## Události

### Leden
2. ledna
- Čínská Task Group 152 (torpédoborec Ťi-nan, fregata I-jang a zásobovací loď Čchien-tao-chu) připlula do australského Brisbane. Skupina se vrací z protipirátské mise na středním východě a do Brisbane ji doprovodila australská fregata HMAS Darwin, která je naopak na cestě na střední východ za stejným účelem. Během společné plavby provedly lodě krátké námořní cvičení.[1]

3. ledna
- Z Corpus Christi vyplul tanker Theo T (IMO 9262194; 73 021 dwt) s prvním nákladem ropy uvolněné pro export po zrušení čtyřicetiletého embarga na vývoz ropy z USA.[2]

4. ledna
- Čína oficiálně potvrdila, že staví letadlovou loď vlastní konstrukce.[3] Letadlová loď typu 001A bude mít výtlak přibližně 50 000 tun.[4]
- Přívrženci Islámského státu v Libyi se pokusili obsadit ropné přístavy Sidra a Rás Lanúf. Útok kolony dvanácti vozidel na Sidru byl odražen ochrankou ropného terminálu, přičemž zahynulo sedm až jedenáct lidí. Následující útok na Rás Lanúf se také podařilo odrazit.[5]

5. ledna
- Turecká pobřežní stráž zadržela v rámci operace Albatros u Libyjských břehů nákladní loď Joudi (IMO 7321441; 2510 dwt) s nákladem 13 tun marihuany, která měla namířeno do syrského Tartúsu.[6]

6. ledna
- Ve večerních hodinách se u malajského přístavu Semporna na severovýchodě Bornea potopil pod malajskou vlajkou plující trajekt Zuhairi (IMO 9023718). Stalo se tak po kolizi s neosvětlenou bárkou. Přesný počet lidí na palubě není znám, ale těsně po kolizi se podařilo zachránit 156 lidí.[7]

7. ledna
- Zaměstnanci rotterdamského přístavu (konkrétně terminálů ECT Delta, Uniport a APM) vstoupili do 24hodinové stávky. Důvodem je předpokládané propouštění pro nadbytečnost v důsledku plánované automatizace terminálů. Již v roce 2017 by mohlo podle odborů přijít o práci 700 z 3600 až 4000 zaměstnanců největšího přístavu v Evropě.[8]
- Mexické námořnictvo a celníci v zadrželi přes 173 kg kokainu, který byl ukryt v jednom z kontejnerů na nákladní lodi Mataquito (IMO 9400095; 81 002 dwt) v západomexickém přístavu Manzanillo.[9]

8. ledna
- Čínská skupina CITC získala kontrakt za 5,4 miliardy amerických dolarů na vybudování hlubokomořského přístavu a dvou terminálů ve zvláštní ekonomické zóně Kyaukpyu v myanmarském státě Arakan.[10]
- Ve Východočínském moři se potopila nákladní loď China Star 107 s pětičlennou posádkou – po čtyřech dnech pátrání se podařilo lokalizovat vrak.[11]

12. ledna
- Íránské revoluční gardy zadržely dva čluny amerického námořnictva typu Riverine Command Boat, které narušily íránské teritoriální vody u ostrova Fársí v Perském zálivu. Oba čluny byly na cestě z Kuvajtu do Bahrajnu, když údajně kvůli mechanické závadě oddriftovaly do íránských vod. Deset členů jejich posádek bylo zadrženo, ale druhého dne byly čluny i posádky propuštěny.[12]

20. ledna
- Ruské námořnictvo objednalo stavbu druhé série šesti nových konvenčních ponorek projektu 636.3. Ponorky budou po dokončení zařazeny k Tichooceánskému loďstvu.[13]

22. ledna
- Nákladní loď VFM Alita (IMO 8503814; 4250 dwt) se potopila po kolizi s jiným plavidlem u panamského Colónu. Loď kotvila u Colónu od roku 2014 a čekala na prodej k sešrotování. Žádné zranění nebylo hlášeno.[14]

26. ledna
- Ruské námořnictvo oznámilo, že raketový torpédoborec Vice-admiral Kulakov provedl ostré střelby ve Středozemním moři.[15]
- Nákladní loď pro přepravu vozidel Modern Express (IMO 9231688; 10 454 dwt) se v Biskajském zálivu dostala do potíží, když náklon plavidla dosáhl přibližně 50 °. Loď se stala neovladatelnou a hrozilo ztroskotání. 1. února se španělskému remorkéru Centaurus (IMO 9433755; 1008 dwt) podařilo vzít Modern Express do vleku.[16]

28. ledna
- V ruské loděnici Sevmaš v Severodvinsku pokračují práce na modernizaci raketového křižníku s jaderným pohonem Admiral Nachimov projektu 1144.2, který na opravu čeká již od roku 1999. Křižník byl mimo jiné zbaven výzbroje, vybavení a nátěrů, přičemž probíhá kontrola jeho technického stavu.[17]
- Šest pirátů se neúspěšně pokusilo zaútočit na chorvatský tanker MT Pomer (IMO 9455739; 52 579 dwt), který kotvil v západoindickém přístavu Kandla.[18]

### Únor
1. února
- Bahrajn a Saúdská Arábie uzavřely své přístavy pro íránská plavidla. Bahrajn navíc zakázal vjezd do svých přístavů všem lodím, které během posledních tří zastávek zakotvily v některém z íránských přístavů.[19]

2. února
- V Guinejském zálivu unesli piráti tanker Leon Dias (IMO 9279927; 9055 dwt) i s pětičlennou posádkou.[20]
- Na nákladní lodi South Star (IMO 8400517; 27 652 dwt) vypukl požár, když kotvila ve vietnamském Haiphongu. Všech 18 členů posádky bylo evakuováno a požár se po dvou hodinách podařilo dostat pod kontrolu.[21]

12. února
- Tanker Captain Khayyam (IMO 8927814; 599 dwt) byl zadržen pobřežní stráží samozvaného Všeobecného národního kongresu (Libyjský úsvit) a doprovozen do Tripolisu. Část devítičlenné posádky byla propuštěna, ale část čeká na připravovaný soud za pašování benzínu z přístavu Zuára.[22]

13. února
- Tanker Mt. Nusantara Akbar (IMO 8317411; 6703 dwt) se potopil v Malackém průlivu u Dumai na Sumatře. Jeden člen posádky zahynul, 26 se podařilo evakuovat. Tanker převážel 7000 tun nafty.[23]

18. února
- Na nákladní lodi Lintas Belawan (IMO 8661757; 8294 dwt), která se zrovna plavila u ostrova Masalembu v Jávském moři, vypukl požár. Všech 19 členů posádky bylo evakuováno.[24]

25. února
- Indonéské námořnictvo v oblasti ostrovů Riau jižně od Singapuru zadrželo pod nigerijskou vlajkou plující rybářskou loď FV Viking, poslední ze šestice rybářských lodí (tzv. Bandit 6) provádějících jako tzv. lodě duchů pod různými identitami nelegální rybolov. Viking posledních 13 let nelegálně lovil ryby v Antarktidě, přičemž se jej stále nedařilo dopadnout. Hlavní podíl na zadržení plavidla přitom měla ekologická organizace Sea Shepherd Conservation Society, která postupně pomohla vypátrat a zadržet všech šest těchto plavidel.[25]

29. února
- Tchajwanskou společností Wan Hai Lines vlastněná kontejnerová loď Sin-čchun (IMO 8611790; 14 263 dwt) se srazila s tchajwanskou rybářskou lodí, která se po kolizi potopila. Tchajwanská pobřežní stráž pátrá po dvou členech posádky z potopené rybářské lodě.[26]

### Březen
10. března
- Kontejnerová loď TS Taipei (IMO 9348481; 20 615 dwt) tchajwanské společnosti TS Lines ztroskotala u severního pobřeží Tchaj-wanu. Všech 21 členů posádky bylo evakuováno vrtulníkem tchajwanské pobřežní stráže. Trup lodi se rozlomil a do moře unikla nafta z nádrží. Palivová skvrna zasáhla asi 2 km pás pobřeží (stav z 27. března). Během záchranných prací havaroval 11. března vrtulník pobřežní stráže, přičemž zahynul pilot a jeden člen záchranného týmu.[27]

11. března
- Z doků ve francouzském Saint-Nazaire vyplula k první zkušební plavbě výletní loď Harmony of the Seas (15 000 dwt; IMO 9682875) postavená pro americkou společnost Royal Caribbean International. Plavidlo o výtlaku 120 000 tun má délku 362 m, celkem 16 palub bude sloužit pro až 6000 pasažérů a přes 2000 členů posádky.[zdroj⁠?!]

14. března
- 25. února 2016 zadržená nelegální rybářská loď FV Viking byla indonéskými úřady v blízkosti ostrova Pangandaran u západní Jávy vyhozena do vzduchu. Cílem je odradit případná další plavidla od nelegálního rybolovu.[25]

14. nebo 15. března
- Plavidlo argentinské pobřežní stráže potopilo čínský rybářský trawler Jen Lu Jüan Jü 010, který nelegálně lovil v argentinských vodách. Podle argentinské pobřežní stráže se trawler několikrát pokusil taranovat plavidlo pobřežní stráže a po varovném výstřelu byl potopen. Celá posádka trawleru byla zachráněna.[28]

19. března
- Ozbrojená hlídková loď Námořnictva Čínské lidové osvobozenecké armády donutila menší hlídkovou loď indonéského námořnictva, aby propustila skupinu čínských rybářských lodí nelegálně lovících v indonéské výlučné ekonomické zóně v oblasti Natunských ostrovů. Indonéská diplomacie po tomto incidentu poslala ČLR protestní nótu.[29]

22. března
- Nákladní loď KM Bunga Melati XV (IMO 8011110; 2300 dwt) se potopila v indonéském přístavu Tagulandang na stejnojmenném ostrově, severovýchodně od Sulawesi. Příčinou potopení bylo najetí na útes.[30]

### Duben
4. dubna
- Švýcarské ozbrojené síly plánují náhradu svých 11 hlídkových člunů třídy Acquarius (Patrouillenboot 80) za 14 nových rychlých člunů Marine Alutech Watercat 1250. Čluny operují na Bodamském a Ženevském jezeře, kterými prochází státní hranice.[31]

### Květen
5. května
- Ruské ministerstvo obrany objednalo stavbu dvou arktických hlídkových lodí projektu 23550. Ruskému námořnictvu mají být dodány do roku 2020.[32]

10. května
- Ruské ministerstvo obrany oznámilo, že ještě v roce 2016 bude zahájena oprava a modernizace poslední záchranné lodě ponorek projektu 537 Alagez.[33]

10. května
- Australská loděnice Austal získala zakázku ve výši 305 milionů dolarů na stavbu hlídkových lodí třídy PPBR (Pacific Patrol Boats Replacement – PPBR), které ve službě nahradí starší plavidla třídy Pacific.[34]

### Červen
17. června
- Plavidla indonéského námořnictva v oblasti Natunských ostrovů zahájila palbu na nelegálně lovící čínské rybářské lodě. Jedno čínské plavidlo bylo zadrženo i se sedmi rybáři na palubě. Druhé bylo poškozeno a jeden člen jeho posádky byl zraněn.[29]

19. června
- Katarské námořnictvo objednalo u italské loděnice Fincantieri stavbu celkem sedmi nových válečných lodí – čtyři korvety, jednu vrtulníkovou výsadkovou loď (LPH) a dvě oceánské hlídkové lodě. Hodnota kontraktu je 4 miliardy Euro.[35]

23. června
- Ozbrojené síly Malty získají od EU 41,5 milionů Euro na modernizaci oceánské hlídkové lodě P61 a zakoupení další nové oceánské hlídkové lodě.[36]

28. června
- Izraelská společnost Elbit Systems úspěšně dokončila testy vypouštění torpéd z dálkově ovládaného protiponorkového plavidla Seagull.[37]

- Celkem tři týmy se zapojily do soutěže na vývoj nové generace německých korvet nesoucích označení MKS 180 (Mehrzweckkampfschiff, původně Korvette 131). Plánována je stavba 4–6 jednotek, přičemž první by byla dodána roku 2023.[38]

29. června
- Indické námořnictvo přijalo do služby nové těžké torpédo Varunastra vyvinuté indickou zbrojní organizací DRDO.[39]

### Červenec
1. července
- Japonsko poskytne Srí Lance 18 milionů amerických dolarů na zakoupení dvou hlídkových lodí pro její pobřežní stráž.[40]

4. července
- V turecké pobočce loděnice Damen Group bylo na vodu spuštěno nejnovější plavidlo Ocean Warrior organizace Sea Shepherd Conservation Society. Jedná se o plavidlo typové řady Damen 5009 Fast Crew Supplier.[41]

5. července
- Francouzská raketonosná ponorka Le Triomphant úspěšně otestovala nejnovější francouzskou mezikontinentální balistickou raketu M51. Ponorka byla pro nesení těchto raket upravena při modernizaci v Brestu.[42]

7. července
- Ruské námořnictvo rozšíří výzbroj letadlové lodě Admiral Kuzněcov o bitevní vrtulníky Ka-52K.[43]

- Egyptské námořnictvo získá v rámci amerického programu Foreign Military Sales (FMS) čtyři nové 28metrové pobřežní hlídkové čluny Swiftships.[44]

8. července
- Čínská republika roku 2015 zahájila vývoj vlastních diesel-elektrických ponorek. Vývoj má být dokončen do roku 2019, přičemž ponorky budou dokončeny do roku 2024. Námořnictvo Čínské republiky provozuje pouze dvě moderní ponorky třídy Chaj-lung, pocházející z 80. let 20. století. Další ponorky již země nezískala kvůli politickému nátlaku komunistické Číny na potenciální dodavatele.[45]

- Americká administrativa poskytla souhlas s prodejem dalších protiletadlových řízených střel SM-2 Block IIIB námořnictvu Korejské republiky.[46]

9. července
- KLDR provedla testovací odpal nové balistické rakety KN-11 z ponořené raketonosné ponorky třídy Sinpo. Odpal byl neúspěšný kvůli selhání prvního stupně rakety.[47]

11. července
- Server Navy Recognition informoval, že dle zveřejněných fotografií již probíhá stavba nejnovějších raketových torpédoborců typu 055 pro námořnictvo Čínské lidové osvobozenecké armády. Rozestavěný trup jednoho plavidla byl zachycen v loděnici Jiangnan Changxing poblíž Šanghaje.[48]

18. července
- Novozélandské královské námořnictvo objednalo u jihokorejské loděnice Hyundai Heavy Industries stavbu nového zásobovacího tankeru (A12) schopného operací v Antarktidě. Plavidlo má být dokončeno roku 2020. Ve službě nahradí tanker HMNZS Endeavour (A11).[49]

20. července
- Britská atomová útočná ponorka HMS Ambush se u Gibraltaru srazila s neznámou obchodní lodí. Ke kolizi došlo, když ponořená ponorka prováděla cvičení. Zveřejněné záběry ukazují poškození věže ponorky.[50]

21. července
- Francouzská loděnice OCEA spustila na vodu oceánskou hlídkovou loď typu OPV 190 MKII Fouladou, kterou si objednalo senegalské námořnictvo.[51]

### Srpen
4. srpna
- Ruské námořnictvo jedná s Indií o prodeji druhé trojice ze šesti objednaných fregat projektu 11356. Fregaty vycházející z indické třídy Talwar totiž využívají ukrajinské turbíny, přičemž po anexi Krymu Ukrajina na dodávky do Ruska uvalila embargo. Do té doby byly dodány turbíny pouze pro tři plavidla a ruské loděnice za ukrajinské turbíny nemají adekvátní náhradu.[52]

18. srpna
- Americká raketonosná ponorka USS Louisiana (SSBN-743) se v úžině Juana de Fucy srazila s americkou podpůrnou lodí USNS Eagleview (T-AGSE-3). Obě plavidla se na vlastními silami vrátila na základnu.[53]

19. srpna
- Pákistánská loděnice Karachi Shipyard & Engineering Works spustila na vodu rozestavěný a dosud nepojmenovaný Pákistánský flotilový tanker, který je největší válečnou lodí pákistánského námořnictva postavenou domácími loděnicemi.

24. srpna
- Mezinárodní skandál vypukl kvůli úniku 22 000 stran dokumentů obsahujících podrobné informace o konstrukci a schopnostech nejnovějších indických ponorek třídy Scorpène, vyvinutých francouzskou loděnicí DCNS. Únik vyvolal znepokojení i v Austrálii, která si DCNS rovněž vybrala za dodavatele.[54]

25. srpna
- Novozélandská vláda sohlasila se stavbou nového podpůrného plavidla pro novozélandské královské námořnictvo. Plavidlo bude schopno podporovat hydrografický výzkum, potápěče a minolovné operace. Ve službě nahradí plavidlo pro potápěče HMNZS Manawanui (A09) a hydrografickou loď HMNZS Resolution (A14).[55]

### Září
1. září
- Turecká pobočka nizozemské loděnice Damen Group na vodu spuštila novou loď Ocean Warrior stavěnou pro Sea Shepherd Conservation Society.[56]

2. září
- Korejská loděnice Hyundai Heavy Industries (HHI) zvítězila v tendru na stavbu dvou nových fregat pro filipínské námořnictvo. Vítězný typ HDF-3000 o výtlaku 4500 tun je derivátem korejských korvet třídy Inčchon.[57]

6. září
- Kutr pobřežní stráže Spojených států amerických USCGC Waesche (WMSL-751) zadržel pašerácký poloponorný člun převážející 2540 kg kokainu. Na palubě bylo zatčeno pět osob.[58]

7. září
- Ruské námořnictvo objednalo pro své Pacifické loďstvo stavbu šesti nových konvenčních ponorek projektu 636.3. Plavidla budou dodána v letech 2019–2021.[59]

13. září
- Nejnovější americká válečná loď typu Littoral Combat Ship USS Montgomery (LCS-8) utrpěla dvě havárie pohonného systému v průběhu 24 hodin. Po USS Freedom, USS Coronado, USS Fort Worth a USS Milwaukee se stala již pátou americkou lodí této kategorie, kterou roku 2016 postihly problémy pohonného systému.[60]

15. září
- Finské námořnictvo v rámci projektu Squadron 2020 plánuje stavbu čtyř oceánských hlídkových lodí schopných služby v Arktidě. Na projektu spolupracuje loděnice Rauma Marine Constructions. Dle stávajícího harmonogramu budou plavidla objednána roku 2019 a celá čtveřice bude námořnictvu dodána do roku 2024.[61]

16. září
- Během cvičení indonéského námořnictva selhaly obě dvě, raketovými čluny třídy Clurit vypuštěné, protilodní střely C-705. První střela neodstartovala na povel, nýbrž samovolně o pět minut později a druhá selhala během letu. Ani jedna nezasáhla svůj cíl, kterým byla vyřazená pomocná loď třídy Tisza. Celému incidentu přihlížel indonéský prezident Joko Widodo, který byl na cvičení pozván jako host.[62]

- Americká loděnice Eastern Shipbuilding z Panama City na Floridě získala kontrakt na stavbu oceánské hlídkové lodě (resp. kutru) pro Pobřežní stráž Spojených států amerických s opci na dalších osm plavidel tohoto typu. Plavidla jsou stavěna v rámci programu Offshore Patrol Cutter, jehož cílem je nahradit zastaralá hlídková plavidla kategorie Medium endurance cutter tříd Reliance a Famous.[63]

19. září
- Teprve v květnu 2016 do služby přijatá filipínská výsadková loď BRP Tarlac (LD-601) byla 19. září 2016 lehce poškozena srážkou s liberijským tankerem MT Tosca.[64] Tanker Tosca do výsadkové lodě najel ve chvíli, kdy kotvila v přístavu.

22. září
- Americké námořnictvo informovalo, že na střelnici Point Mugu u kalifornského pobřeží se raketovému křižníku třídy Ticonderoga USS Princeton (CG 59), vybavenému systémem Aegis v nejnovější verzi Baseline 9, podařil sestřel cvičného cíle na dosud rekordní vzdálenost. Křižník využil data získaná ze vzdáleného vzdušného senzoru (patrně letoun včasné výstrahy E-2D Hawkeye) a nejnovější protiletadlovou řízenou střelu dlouhého dosahu Standard SM-6. Jednalo se o již desátý úspěšný test koncepce protivzdušné obrany na velké vzdálenosti Naval Integrated Fire Control – Counter Air (NIFC-CA), jejíž hlavní prvky tvoří právě zbraňový systém Aegis Baseline 9.0, letouny E-2D Hawkeye a střely SM-6. Přesná vzdálenost, na kterou k sestřelu došlo, námořnictvem nebyla zveřejněna.[65]

28. září
- Německá loděnice Lürssen oznámila, že převzala loděnici Blohm + Voss, která byla do té doby součástí koncernu ThyssenKrupp Marine Systems. Cena obchodu nebyla zveřejněna.[66]

29. září
- Brazilské námořnictvo objednalo u jihokorejské loděnice Posco Daewoo Corp. stavbu výsadkové dokové lodě a hlídkové korvety a modernizaci loděnice Arsenal de Marinha do Rio de Janeiro (AMRJ). Loděnice přitom spolupracuje s indonéskou loděnicí PT PAL, výrobcem výsadkových lodí třídy Makassar.[67][68]

### Říjen
1. října
- Vojenská intervence v Jemenu: Hybridní vysokorychlostní katamaran Swift (IMO: 9283928) – toho času pronajatý a provozovaný Saúdskou Arábií – byl poblíž průlivu Bab-al-Mandab zasažen protilodní střelou na přídi. Střelu – pravděpodobně čínskou C-802 – vypálili na katamaran Hútíové, kteří následně prostřednictvím televize Al-Masirah oznámili její zničení. Swift ale se zničenou přídí doplul do Eritrey.[69]

2. října
- Velká Británie zahajuje konstrukci první raketonosné ponorky, která v rámci programu Successor nahradí stávající třídu Vanguard. Slavnostní první řezání oceli proběhne v druhém říjnovém týdnu.[70]

5. října
- V loděnici BAE Systems v Barrow-in-Furness proběhlo slavnostní první řezání oceli pro prototypovou raketonosnou ponorku třídy Successor, která má ve službě nahradit třídu Vanguard.[71]

6. října
- Oficiálně začala fungovat Evropská pohraniční a pobřežní agentura. Jejím je střežit vnější hranice Unie a ve spolupráci s členskými státy rychle reagovat na jejich ohrožení.[72] Fungování agentury bylo oficiálně zahájeno ceremoniálem, který se uskutečnil na bulharsko-tureckém hraničním přechodu Kapitan Andreevo, tedy na vnější hranici EU.[73]

9. října
- Vojenská intervence v Jemenu: Americké námořnictvo vyslalo do míst napadení katamaranu Swift raketový torpédoborec USS Mason (DDG-87) a válečnou loď USS Ponce (AFSB(I)-15). Plavidla byla 9. října 2016 v oblasti Bab-al-Mandab zaměřena dvojicí protilodních střel a torpédoborec na obranu vypustil dvě řízené střely Standard SM-2, jednu RIM-162 ESSM a dále klamné cíle Nulka. Jednalo se o první bojové nasazení střely ESSM.[74]

10. října
- Jihokorejská vláda si předvolala konzula ČLR, aby mu sdělila formální protest kvůli potopení člunu Jihokorejské pobřežní stráže čínskou rybářskou lodí dne 7. října 2016. Malý jihokorejský člun zasahoval v místě, kde asi 40 čínských plavidel provádělo nelegální rybolov. Přitom byl zezadu taranován a potopen 100tunovou rybářskou lodí. Při incidentu nebyl nikdo zraněn.[75]

13. října
- Vojenská intervence v Jemenu: Americký torpédoborec USS Nitze (DDG-94) udeřil pomocí řízených střel Tomahawk na tři jemenské radarové stanice, které se měly nedávno podílet na napadení torpédoborce USS Mason pomocí protilodních sřel.[76]

17. října
- Německé námořnictvo plánuje, že v letech 2019–2023 obdrží dalších pět korvet třídy Braunschweig.[77]

21. října
- První raketonosná ponorka, která v rámci programu Successor nahradí stávající třídu Vanguard bude pojmenována HMS Dreadnought. Stane se desátou válečnou lodí tohoto jména a prototypovou jednotkou třídy Dreadnought.[78]

21. října
- Ukrajina souhlasila, že v případě prodeje tří rozestavěných ruských fregat projektu 11356 do Indii, pro tyto plavidla vyrobí turbíny pro jejich pohonný systém. Projekt stavby těchto fregat pro ruské námořnictvo se totiž výrazně zkomplikoval po anexi Krymu Ruskou federací, kvůli které Ukrajina na Rusko uvalila embargo. Výrobcem soustavy pohonu fregat projektu 11356 je ukrajinská společnost Zorja mašprojekt, která do uvalení embarga dodala turbíny pro první tři jednotky, přičemž pro zbylá tři plavidla ruské loděnice nemají adekvátní alternativu.[79]

28. října
- Kanadská vláda zahájila soutěž na vývoj hlavní hladinové válečné lodě kanadského královského námořnictva, která nahradí stávající třídy Iroquois a Halifax. Ambiciózní program nese označení Canadian Surface Combatant (CSC). Loděnice Irving Shipbuilding, která je hlavním kontraktorem, zveřejnila soutěžní požadavky na nová plavidla. Kvůli urychlení celého programu se bude vybírat z osvědčené už existující platformy. Vítěz byl měl být vybrát v létě 2017. Postaveno má být až 15 plavidel, přičemž první by bylo dodáno v polovině 20. let 21. století.[80]

### Listopad
1. listopadu
- Plavidlo jihokorejské pobřežní stráže poprvé v historii zahájilo ostrou střelbu na čínské plavidlo. Stalo se tak při zásahu proti asi 30 čínským rybářským trawlerům nelegálně lovícím v jihokorejské výlučné ekonomické zóně. Plavidla pobřežní stráže při zásahu vystřelila 700 ran z 7,62mm kulometu M60 a následně dva trawlery obsadila. Nikdo nebyl raněn. Stalo se tak necelý měsíc po jiném incidentu, kdy nelegálně lovící čínské rybářské lodě agresivním taranem potopily malý jihokorejský hlídkový člun.[46]

9. listopadu
- Severoatlantická aliance ve Středozemním moři zahájila novou operaci Sea Guardian. Jako první se do operace zapojily italská fregata Aviere, bulharská fregata Verni, turecká fregata Gemlik, řecká ponorka Papanikolis a španělská ponorka Mistral.[81]

11. listopadu
- Britské královské námořnictvo na konci roku 2018 vyřadí ze služby své protilodní střely Harpoon Block 1C (GWS60). Jejich náhrada jiným typem aktuálně není plánována.[82]

- Nizozemsko a Belgie se dohodly na spolupráci při stavbě nových tříd fregat a minolovek, které ve službě nahradí jimi provozované čtyři fregaty třídy Karel Doorman a 12 minolovek třídy Tripartite. Plavidla mají být dodána v polovině 20. let 21. století.[83]

15. listopadu
- Nizozemské ministerstvo obrany oznámilo, že nadací Karla Doormana (Karel Doorman Fonds) financovaná výprava za účelem nafilmování a vyznačení polohy vraku před 75. výročím bitvy zjistila, že ze dna moře zmizely vraky ve druhé světové válce potopených nizozemských lehkých křižníků Hr. Ms. De Ruyter a Hr. Ms. Java. Zůstala po nich jen prohlubeň na mořském dně. Z nizozemského torpédoborce Hr. Ms. Kortenaer zůstalo jen torzo. Za jejich nelegální likvidací stojí pravděpodobně sběrači kovů. Obdobně bylo roku 2013 oznámeno, že někdo tajně rozebírá vrak australského křižníku HMAS Perth a roku 2014 bylo zjištěno, že sběrači kovů za pomoci výbušnin trhají dokonce i pozůstatky britských bitevních lodí HMS Repulse a HMS Prince of Wales.[84]

16. listopadu
- Německé námořnictvo vyřadilo své poslední raketové čluny třídy Gepard (typ 143A). Německo tak zcela přestalo provozovat válečné lodě této kategorie. Plně je nahradily korvety třídy Braunschweig (K130).[85]

- Izraelský premiér a vedení ozbrojených sil potvrdili, že v Německu bude objednána stavba tří nových konvenčních ponorek, které ve službě nahradí nejstarší tři ponorky třídy Dolphin.[86]

18. listopadu
- Kanadská fregata HMCS Fredericton navštívila přístav Havana a stala se po více než 50 letech první kanadskou válečnou lodí, která připlula na Kubu.[87]

21. listopadu
- Výbor pro obranu Parlamentu Spojeného království ve své zprávě vyzval ministerstvo obrany k přípravě skutečně důkladného plánu náhrady 13 stárnoucích fregat Typu 23 Norfolk, provozovaných britským námořnictvem od roku 1990, novými plavidly typu 26 (8 ks) a typu 31 (5 ks). Upozornil, že už dnes námořnictvo provozuje historicky nejméně plavidel tohoto typu a první fregata typu 23 bude vyřazena už roku 2023, takže při vývoji a stavbě nových plavidel nesmí docházet k žádným průtahům.[88]

30. listopadu
- Australské ministerstvo obrany vypsalo tendr v hodnotě 3 miliardy dolarů na projekt nových oceánských hlídkových lodí, které ve službě nahradí plavidla třídy Armidale. Celkem má být postaveno 12 plavidel. Stavba má začít roku 2018.[89]

### Prosinec
5. prosince
- Během napouštění suchého doku v loděnici v Bombaji se převrátila fregata indického námořnictva INS Beas (F37). Při nehodě zemřeli dva lidé, další byli raněni. Rozsah poškození a další osud plavidla zatím není znám.[90]

15. prosince
- Čínské válečné lodě v jihočínském moři zabavily americký podmořský dron vypuštěný americkou hydrografickou výzkumnou lodí USNS Bowditch. Dron v mezinárodních vodách sbíral údaje potřebné pro správnou kalibraci lodních sonarů. Událost může být odvetou za telefonát budoucího amerického prezidenta Donalda Trumpa s tchajwanskou prezidentkou, což ČLR pobouřilo.[91]

20. prosince
- Námořnictvo Čínské lidové osvobozenecké armády vrátilo námořnictvu Spojených států amerických podmořský dron, zabavený 15. prosince 2016 v Jihočínském moři. Dron převzal americký torpédoborec USS Mustin (DDG-89).[92]

21. prosince
- Australská vrtulníková výsadková loď HMAS Adelaide (LHD-02) se u pobřeží Tasmánie podílela na operaci pobřežní stráže, při které bylo zabaveno 186 kg kokainu v hodnotě 60 milionů dolarů a zatčeno 10 osob.[93]

23. prosince
- Německé námořnictvo bude modernizovat tvojici svých fregat třídy Sachsen (F124), která se díky tomu budou moci zapojit do protiraketové obrany evropských zemí NATO (European NATO BMD).[94]

29. prosince
- Ruské námořnictvo zahájilo vývoj páté generace svých raketonosných ponorek (aktuálně jsou ve stavbě ponorky Projektu 955).[95]

## Lodě vstoupivší do služby
- 5. ledna –  Kan-čou (532) – fregata typu 054A

- 6. ledna –  Kangwon (FFG-815) – fregata třídy Inčchon

- 7. ledna –  INS Kadmatt (P29) – korveta třídy Kamorta

- 13. ledna –  Tchien-mu-šan (916) – tanková výsadková loď typu 072A

- 14. ledna –  USNS Brunswick (EPF-6) – rychlá transportní loď třídy Spearhead

- 21. ledna –  SCGS Hermes (ex ICGS C-405) – rychlý hlídkový člun třídy  L&T

- 22. ledna –  Bunga Mas Lima 5 (BM5) – pomocná loď[96]

- 25. ledna –  Žung-čcheng (811) – minolovka typu 082II

- 26. ledna –  Ťing-men (506) – korveta typu 056A

- 26. ledna –  Čchungpuk (FFG-816) – fregata třídy Inčchon

- 27. ledna –  BAP Unión (BEV-161) – cvičná loď[97]

- 29. ledna –  Kao-jou-chu (891) – zásobovací loď typu 903A

- 29. ledna –  USCGC Joseph Napier (WPC-1115) – kutr třídy Sentinel

- 4. února –  Inyathi – remorkér typu Damen ATD Tug 2909[98]

- 16. února –  USNS Maury (T-AGS-66) – hydrografická výzkumná loď třídy Pathfinder[99]

- 19. února –  CF Sekongo (P 1403) – rychlý hlídkový člun třídy RPB 33

- 23. února –  Tchung-žen (507) – korveta typu 056

- 23. února –  Erradii (910) – fregata třídy Erradii

- 24. února –  Siang-tchan (531) – fregata typu 054A

- 7. března –  Džinrjú (SS-507) – ponorka třídy Sórjú

- 7. března –  Wu-i-šan (914), Kchu-laj-šan (915) a Wu-tchaj-šan (917) – tankové výsadkové lodě typu 072A

- 10. března –  Admiral Grigorovič – fregata projektu 11356

- 10. března –  El Fatih (921) – korveta třídy Adhafer

- 11. března –  USCGC Winslow W. Griesser (WPC-1116) – kutr třídy Sentinel

- 12. března –  X1 až X10 – rychlé hlídkové čluny[100]

- 18. března –  HMS Artful (S121) – ponorka třídy Astute

- 28. března –  BAP Río Pativilca (PM-204) a BAP Río Cañete (PM-205) – hlídkové lodě třídy Río Pativilca

- 19. dubna –  HMBS Lignum Vitae (P301) a HMBS Cascarilla (P302) – hlídkové lodě Damen Stan Patrol 3007

- 19. dubna –  HMBS Lawrence Major (A01) – podpůrná lodě Damen Stan Lander 5612

- 7. dubna –  Sea Hunter – technologický demonstrátor protiponorkového dronu

- 27. dubna –  BRP Gregorio Velasquez (AGR 702) – výzkumná loď třídy Robert D. Conrad

- 18. května –  BRP Tarlac (LD-601) – výsadková loď třídy Makassar

- 20. května –  RNOV Al Mubshir (S11) – rychlá podpůrná loď třídy HSSV 72

- 20. května –  USCGC Donald Horsley (WPC-1117) – kutr třídy Sentinel

- 23. května –  INS Tarmugli (T 91) – hlídková loď třídy Car Nicobar

- 25. května –  Timbédra (P 631) a Gorgol (P 632) – hlídkové lodě třídy Timbédra[101]

- 2. června –  Gamal Abdel Nasser (L1010) – vrtulníková výsadková loď třídy Mistral

- 9. června –  Čchü-ťing (508) – korveta typu 056A

- 9. června –  Provence (D 652) – fregata třídy FREMM

- 20. června –  Yun Bong-gil (S-077) – ponorka typu 214

- 23. června –  Matrozos (S-122) a Katsonis (S-123) – ponorky typu 214

- 4. července –  SB-738 – záchranný remorkér Projektu 22870

- 6. července –  Pietro Venuti (S528) – ponorky typu 212

- 8. července –  Ratayapibanbancha a Arcarachwaratorn – policejní hlídkové čluny[102]

- 12. července –  Jin-čchuan (175) – torpédoborec typu 052D

- 12. července –  Ezzadjer (922) – korveta třídy Adhafer

- 13. července –  Noordzee, Waddenzee a Zuiderzee – remorkéry typu Damen ASD 2810[103]

- 19. července –  Victor Chirkov – experimentální loď projektu 20360OS[104]

- 20. července –  KRI Cakalang (852) – hlídková loď třídy Pari (PC-43)[105]

- 24. července –  USNS Carson City (T-EPF-7) – rychlá transportní loď třídy Spearhead

- 25. července –  Sidi Ifni (409) – tanková výsadková loď

- 4. srpna –  R-32 – korveta projektu 12421[106]

- 8. srpna –  KRI Tarakan (905) – zásobovací tanker třídy Tarakan[107]

- 11. srpna –  Tulum (PC-337) – hlídková loď třídy Tenochtitlan

- 15. srpna –  Chuaj-an (509) – korveta typu 056A

- 26. srpna –  USCGC Joseph Tezanos (WPC-1118) – kutr třídy Sentinel

- 31. srpna –  D'Entrecasteaux (A621) – víceúčelová oceánská hlídková loď třídy D'Entrecasteaux

- 10. září –  USS Montgomery (LCS-8) – Littoral Combat Ship třídy Independence

- 16. září –  Anwar El Sadat (L1020) – vrtulníková výsadková loď třídy Mistral

- 30. září –  Alpino (F 594) – fregata třídy FREMM

- 8. října –  USS John P. Murtha (LPD-26) – amphibious transport dock třídy San Antonio

- 15. října –  USS Zumwalt (DDG-1000) – torpédoborec třídy Zumwalt

- 17. října –  LÉ William Butler Yeats (P63) – oceánská hlídková loď třídy Samuel Beckett

- 19. října –  INS Tihayu (T 93) – hlídková loď třídy Car Nicobar

- 21. října –  Laemsing (561) – hlídkový člun typu třídy M58

- 22. října –  USS Detroit (LCS 7) – Littoral Combat Ship třídy Freedom

- 26. října –  B-268 Velikij Novgorod – ponorka projektu 636.3

- 28. října –  RV Sally Ride (AGOR-28) – výzkumná loď třídy Neil Armstrong

- 29. října –  USS Illinois (SSN-786) – ponorka třídy Virginia

- 9. listopadu –  Kwangdžu (FFG-817) – fregata třídy Inčchon

- 19. listopadu –  USCGC Rollin Finch (WPC-1119) – kutr třídy Sentinel

- 21. listopadu –  INS Chennai (D 65) – torpédoborec třídy Kolkata

- 23. listopadu –  Chiapas (P 165) – oceánská hlídková loď třídy Oaxaca

- 23. listopadu –  Isla Maria Madre (BAL 11) – zásobovací loď Damen FCS 5009

- 23. listopadu –  SMK-2176 – záchranné plavidlo projektu 23370M

- 24. listopadu –  B-271 Kolpino – ponorka projektu 636.3

- 6. prosince –  Berdyansk (U 175) a Akkerman (U 174) – dělové čluny projektu 58150

- 8. prosince –  El Moudamir (911) – fregata třídy Erradii

- 10. prosince –  MCGS Victory – hlídková loď

- 12. prosince –  Po-ting (511) a Che-ce (512) – korveta typu 056

- 16. prosince –  Bougainville (A622) – víceúčelová oceánská hlídková loď třídy D'Entrecasteaux

- 17. prosince –  Polarnaja zvezda – oceánská hlídková loď projektu 22100

- 20. prosince –  Unity (F92) – oceánská hlídková loď třídy Centenary

- 20. prosince –  Karaduwa (P102) – hlídková loď

- 24. prosince –  Tabinshwehti (773) – korveta třídy Anawrahta

- 24. prosince –  1707 až 1712 – výsadkové čluny třídy 1701

- 28. prosince –  Ning-te (510) – korveta typu 056

- 29. prosince –  Pin-čou (515) – fregata typu 054A

- 29. prosince –  Tung-kang (814) – minolovka typu 082II[108]